# Maouda (Burkina Faso)
Pour les articles homonymes, voir Maouda.
Maouda, également orthographié Maoda, est un village de la commune rurale de Diabo de la province du Gourma dans la région de l'Est au Burkina Faso.

## Géographie
Maouda est situé environ un kilomètre au Sud de la route nationale 4, à 15 km au Nord-Est de Diabo.

## Histoire
Il y a  de nombreuses années le défunt chef du village de Maouda ( Naaba SILYAOGA), un soir a reçu un étranger, qui avait été banni de son village d'origine pour fait d'adultère par sa propre famille et recherchant un refuge. Le chef de village de Maouda (Naaba Silyaoga) ordonna aux habitants du quartier bagtenga de le trouver une portion de terre pour lui et sa petite famille. Des années plus tard ce dernier mourut, laissant ses fils Moussa et Raogo. Raogo lui, censé être reconnaissant au chef du village, rejette en comble ce devoir qu'il doit au chef de Maouda, et cherche à s'introniser chef dont le départ était pour sa famille qui s'agrandissait. Au fil du temps  après le décès de Naaba Silyaoga il décida de avec la complicité de certains responsable politique de la commune de Diapangou dont Maouda fait frontière de s'auto proclamé chef du quartier de Maouda appeler Tielba dont le sens désigné ceux qui viennent de s'installer. Juste pour désigner les étrangers. Ayant appris la situation la population de Maouda dont tous reconnaisse son hospitalité décidé  que Raogo et sa famille quitte le village. Après plusieurs négociation des responsables administratives de la région de l'Est et de la province du Gourma, la population décida en 2012 de le laisser sur place si toutefois il décide de régner à son chapeau de chef. Chose faite, Raogo demeura à Maouda jusqu'à sa mort. 
En cette année de 2021, le gouvernement décide de la construction d'un collège d'enseignement à Maouda. Le chef actuel du village et les CVD, trouve un terrain pour la construction. En plein chantier, un fil de Raogo du nom de Dieudonné Combéré, puise qu'ils portent ce nom de famille, réclame la propriété du terrain sous prétexte que son quartier est un village à part différents d'un quartier de Maouda.Pour lui, il a des documents administratives faisant du quartier Tielba un village de la commune de Diapangou, et non un quartier du village de Maouda qui est dans la commune de Diabo. 
On pourrait se poser la question quelle peuple au Burkina Faso peut laisser un individu abuser de son hospitalité. Comme l'adage burkinabé à suit bien le dire Quand tu aide un homme à retrouver sa vigueur, c'est sur ta femme qu'il voudra toujours tester son sexe. Wait and see! selon les anglophones...septembre 2021.

## Économie
L'économie de la commune profite sa localisation sur la route nationale 4 pour ses échanges commerciaux.

## Santé et éducation
Maouda accueille un dispensaire isolé. Le centre de soins le plus proche est le centre de santé et de promotion sociale (CSPS) de Tibga.